# Ucèl
Usèr (Ucèl en occità) (en francès Ucel) és un municipi francès situat al departament de l'Ardecha i a la regió d'Alvèrnia-Roine-Alps. L'any 2007 tenia 1.891 habitants.

## Demografia

### Població
El 2007 la població de fet d'Ucel era de 1.891 persones. Hi havia 804 famílies de les quals 232 eren unipersonals (100 homes vivint sols i 132 dones vivint soles), 280 parelles sense fills, 200 parelles amb fills i 92 famílies monoparentals amb fills.
La població ha evolucionat segons el següent gràfic:
Habitants censats

### Habitatges
El 2007 hi havia 983 habitatges, 816 eren l'habitatge principal de la família, 107 eren segones residències i 60 estaven desocupats. 853 eren cases i 120 eren apartaments. Dels 816 habitatges principals, 598 estaven ocupats pels seus propietaris, 204 estaven llogats i ocupats pels llogaters i 14 estaven cedits a títol gratuït; 17 tenien una cambra, 49 en tenien dues, 143 en tenien tres, 259 en tenien quatre i 348 en tenien cinc o més. 631 habitatges disposaven pel capbaix d'una plaça de pàrquing. A 362 habitatges hi havia un automòbil i a 401 n'hi havia dos o més.

### Piràmide de població
La piràmide de població per edats i sexe el 2009 era:
| Homes | Edats   | Dones |
| ----- | ------- | ----- |
| 0     | 95 o +  | 12    |
| 4     | 90 a 94 | 8     |
| 12    | 85 a 89 | 28    |
| 8     | 80 a 84 | 28    |
| 52    | 75 a 79 | 44    |
| 56    | 70 a 74 | 48    |
| 48    | 65 a 69 | 48    |
| 64    | 60 a 64 | 60    |
| 48    | 55 a 59 | 68    |
| 64    | 50 a 54 | 52    |
| 56    | 45 a 49 | 64    |
| 68    | 40 a 44 | 56    |
| 60    | 35 a 39 | 72    |
| 56    | 30 a 34 | 56    |
| 28    | 25 a 29 | 32    |
| 24    | 20 a 24 | 32    |
| 64    | 15 a 19 | 44    |
| 60    | 10 a 14 | 40    |
| 60    | 5 a 9   | 52    |
| 68    | 0 a 4   | 16    |

## Economia
El 2007 la població en edat de treballar era de 1.157 persones, 799 eren actives i 358 eren inactives. De les 799 persones actives 722 estaven ocupades (376 homes i 346 dones) i 77 estaven aturades (41 homes i 36 dones). De les 358 persones inactives 155 estaven jubilades, 107 estaven estudiant i 96 estaven classificades com a «altres inactius».

### Ingressos
El 2009 a Ucel hi havia 830 unitats fiscals que integraven 1.935 persones, la mediana anual d'ingressos fiscals per persona era de 18.307 €.

### Activitats econòmiques
Dels 65 establiments que hi havia el 2007, 2 eren d'empreses extractives, 1 d'una empresa alimentària, 3 d'empreses de fabricació d'altres productes industrials, 18 d'empreses de construcció, 10 d'empreses de comerç i reparació d'automòbils, 4 d'empreses de transport, 7 d'empreses d'hostatgeria i restauració, 2 d'empreses d'informació i comunicació, 2 d'empreses immobiliàries, 4 d'empreses de serveis, 7 d'entitats de l'administració pública i 5 d'empreses classificades com a «altres activitats de serveis».
Dels 22 establiments de servei als particulars que hi havia el 2009, 1 era una oficina de correu, 2 tallers de reparació d'automòbils i de material agrícola, 4 paletes, 2 guixaires pintors, 3 fusteries, 4 lampisteries, 2 electricistes, 2 perruqueries i 2 restaurants.
Dels 2 establiments comercials que hi havia el 2009, 1 era una adrogueria i 1 una floristeria.
L'any 2000 a Ucel hi havia 12 explotacions agrícoles.

## Equipaments sanitaris i escolars
L'únic equipament sanitari que hi havia el 2009 era una farmàcia.
El 2009 hi havia una escola elemental.

## Poblacions més properes
El següent diagrama mostra les poblacions més properes.